# گالریا فوندانا
گالریا فوندانا (به لاتین: Galeria Fundana) شهبانو و دومین همسر ویتلیوس، فرمانوای روم در سدهٔ یکم پس از میلاد بود.

## زندگینامه
گالریا فوندانا دختر پراتوری بازنشسته بود و پس از جداشدن ویتلیوس از همسر نخستش پترونیا، به ازدواج او درآمد که حاصل این ازدواج به دنیاآمدن یک دختر و یک پسر بود. ویتلیوس که در سال ۶۸ از سوی گالبا به فرماندهی لژیون‌های گرمانیای پایینی رسیده بود پس از روی کار آمدن اتو در سال ۶۹ میلادی مدعی فرمانروایی روم شد. با پیروزی سربازان ویتلیوس در نبرد بدریاکوم و خودکشی اتو، سنای روم او را به‌عنوان امپراتور جدید به رسمیت شناخت. ویتلیوس با سرخوشی از گل به سمت رم حرکت کرد و در مسیر خود به دنبال پسر ۶ساله‌اش فرستاد. پس از آوردن پسر او را در بازوان خود گرفت و گرمانیکوس نام نهاد و او را به عنوان جانشین خود معرفی نمود. اما عمر حکومت ویتلیوس بیش از چند ماه نبود و به‌دنبال شورش فلاویان‌ها و شکست از وسپاسیان و دستگیریش کشته شد. فلاویان‌ها گرمانیکوس خردسال را نیز کشتند اما از جان گالریا فوندانا و دخترش گذشتند و گالریا اجازه یافت تا در خاکسپاری ویتلیوس شرکت جوید.
تاسیتوس، سناتور و تاریخ‌نگار رومی از گالریا فوندانا به سبب صفات خوبی که داشت به نیکی یاد کرده‌است.